# ヴィリホヴェーツィ (キーウ州)
ヴィリホヴェーツィ（ウクライナ語：Вільхове́ць；意訳：「榛の木」）は、ウクライナのキーウ州オブーヒウ地区にある村。生神女就寝聖堂がある。面積は約6.5km²（2005年）。人口は616人（2005年）。